# Grégoire Demoustier

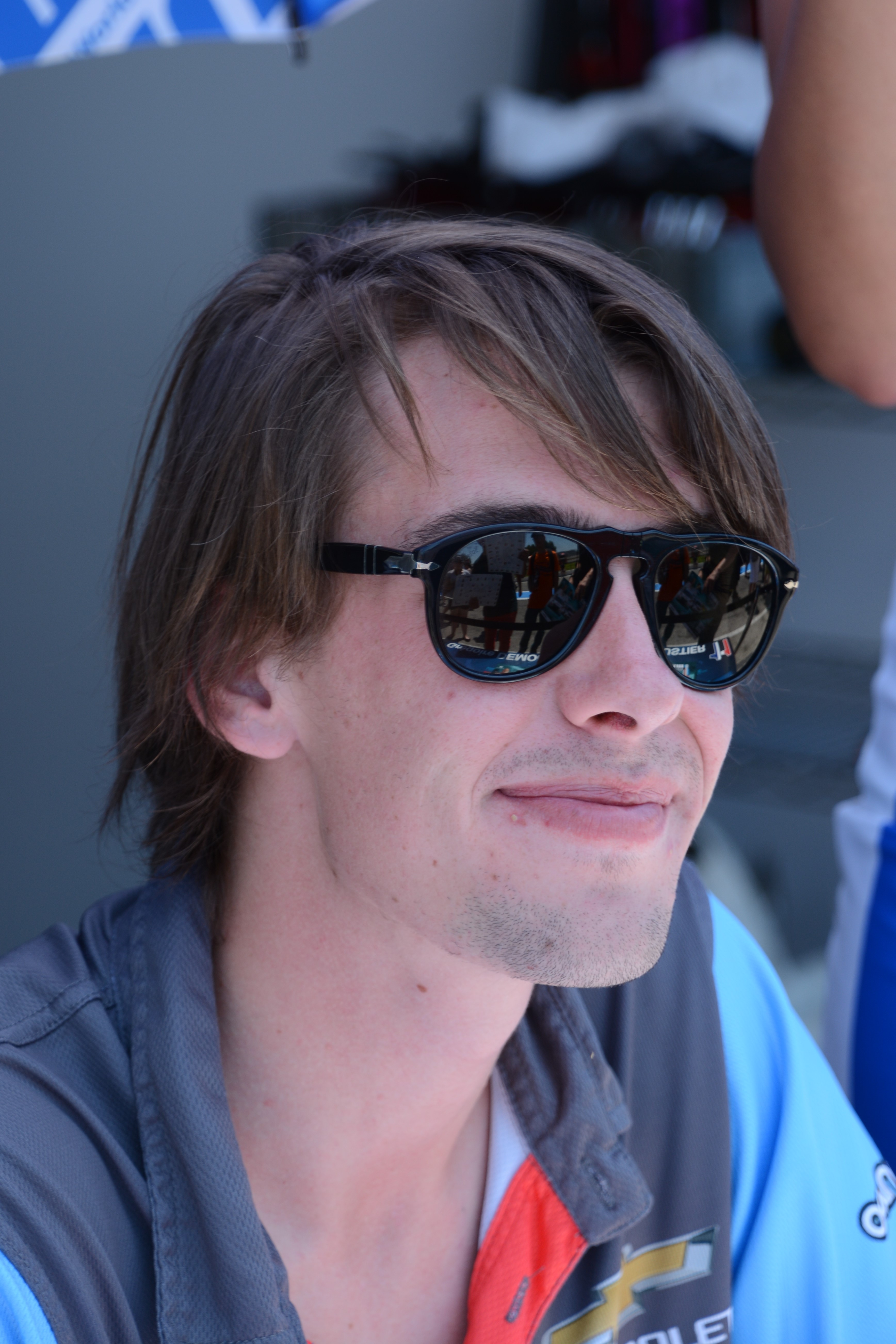
Grégoire Demoustier in 2015

Grégoire Demoustier (Villeneuve-d'Ascq, 26 januari 1991) is een Frans autocoureur.

## Carrière
Demoustier begon zijn autosportcarrière in 2008, toen hij deelnam aan de THP Spider Cup en de Mitjet Series. In 2009 debuteerde hij in het formuleracing in de Europese Formule BMW, waarin hij voor Räikkönen Robertson Racing als 22e in het kampioenschap eindigde. In 2010 debuteerde hij in de GT-racerij, waarbij hij voor het team LMP Motorsport in een Aston Martin DBRS9 in het FFSA GT Championship uitkwam, met Grégory Guilvert als teamgenoot. Ook nam hij deel aan de 24 uur van Spa-Francorchamps, waarin hij in een Lamborghini Gallardo LP560 GT3 als 21e eindigde voor het Gulf Team. Daarnaast reed hij in de laatste vier raceweekenden van de FIA GT3, de eerste twee in een Corvette Z06.R GT3 voor Graff Racing en de laatste twee in een Audi R8 LMS voor Team Rosberg.
In 2011 keerde Demoustier kortstondig terug in het formuleracing, waarbij hij enkele raceweekenden in de Formule Renault 2.0 Alps en de Eurocup Formule Renault 2.0 reed voor Tech 1 Racing. Voor het derde raceweekend van het seizoen keerde hij terug naar de GT3, waarin hij in een Mercedes-Benz SLS AMG GT3 reed voor Graff Racing. Hij behaalde zijn eerste podiumplaats in de laatste race van het seizoen op het Circuit Park Zandvoort.
In 2012 stapte Demoustier over naar de FIA GT1, waarbij hij voor Hexis Racing in een McLaren MP4-12C GT3 uitkwam. Hij sloot het jaar af met zijn eerste podiumplaats op Donington Park, waardoor hij elfde in het kampioenschap werd. In 2013 stapte hij over naar het Franse GT-kampioenschap waarin hij voor ART Grand Prix opnieuw in een McLaren MP4-12C reed. Tijdens het eerste raceweekend op het Circuit Bugatti behaalde hij een overwinning en werd zesde in het kampioenschap. In 2014 kwam hij uit in de Blancpain Endurance Series en de European Le Mans Series voor ART in een McLaren MP4-12C. In de Endurance Series werd hij met één overwinning op het Autodromo Nazionale Monza zevende, terwijl hij in de Le Mans Series met één podiumplaats op het Circuit Paul Ricard vijfde werd.
In 2015 maakt Demoustier zijn debuut in de touring cars, waarbij hij in het World Touring Car Championship uitkomt voor het team Craft-Bamboo Racing in een Honda Civic WTCC.